# بخش بندپی غربی
بخش بندپی غربی یکی از بخش‌های مهم و بزرگ شهرستان بابل در استان مازندران است. بندپی بزرگ (شامل بندپی غربی و شرقی امروزی) از قدیمی‌ترین بخش‌های کشور است که در سال ۱۳۱۶ با نوشتن اولین قانون تقسیمات کشوری به بخش تبدیل گردید. (پیش از آن نیز به صورت مستقل تحت عنوان بلوک (معادل بخش امروزی) دارای نایب الحکومه بوده است)[۱] بندپی تا سال ۱۳۷۰به‌صورت یکپارچه و دارای یک بخشداری و در غرب بندپی مستقر بوده است
بندپی بزرگ مشتمل بر بندپی غربی و شرقی سالهاست که مستعد تبدیل به یک شهرستان مستقل است. منطقه بندپی غربی علاوه بر همسایه بودن با بخش‌هایی همچون گتاب، بندپی شرقی، بخش مرکزی بابل و لاله آباد با شهرستان آمل، منطقه‌های چلاو و جاده هراز نیز همسایه است.
از مهم‌ترین خواسته‌های مردم منطقه بندپی غربی برون رفت این منطقه از بن‌بست و اتصال جاده روستای دیوا به فیلبند به جاده هراز می‌باشد که احداث جاده ای به مسافت ۳۰ کیلومتر موجب رفاه حال دامداران جهت کوچ در ایام تابستان و دسترسی آسان مردم منطقه به روستاهای ییلاقی شان در مناطق بالادست و خصوصاً اتصال منطقه به جاده هراز خواهد شد.

## وجه تسمیه
نام منطقه بندپی از دو بخش بند و پی تشکیل شده که بند به معنای منطقه‌ای بلند و مرتفع و پی به معنای سرزمین پست و جلگه‌ای است
در کتاب‌های تاریخی نام سد چلاو که در حال حاضر در جنوب آمل قرار دارد، به چشم می‌خورد و در دوره صفویان روستای بندپی مازندران جزء این منطقه زیبا یعنی سد چلاو به‌شمار می‌رفت. در سند متعلق به دوران افشاریه برای اولین بار نام بندپی ذکر شده و زمانی که روستای دیوا به مردم فروخته می‌شود نام منطقه بندپی ذکر می‌گردد

## جمعیت
بر اساس سرشماری سال ۱۳۹۵ جمعیت این بخش ۳۲٬۱۲۳هزارنفر بوده است که در ایام تعطیلات و تابستان به بیش از ۷۰ هزار نفر می‌رسد. مردم بندپی‌غربی به زبان مازندرانی گویش می‌کنند.

## تاسیس بخش جدید در بندپی
ایجاد و تأسیس یک دهستان و یک بخش در محدوده، بخش فعلی، «بندپی» از توابع شهرستان بابل استان مازندران
ایجاد و تأسیس یک دهستان و یک بخش در محدوده، بخش فعلی، «بندپی» از توابع شهرستان بابل استان مازندران
جزئیات قانون
تاریخ تصویب: ۱۳۷۰/۰۳/۲۹
مرجع تصویب: مصوبات هیئت وزیران
دوره: ۷۰
شماره چاپ: ۰
شماره جلد: ۰
شماره صفحه: ۰
QR
جزئیات متن قانون
```
 ایجاد و تأسیس یک دهستان و یک بخش در محدوده،
```

بخش فعلی، "‌بندپی" از توابع شهرستان بابل استان مازندران
۱۳۷۰٫۰۳٫۲۹ - .۸۱۴ت۵۵ک - ۱۳۷۰٫۰۴٫۱۷–۴۶۹
&‌تقسیمات کشوری و وظایف استانداران
&‌وزارت کشور
اکثریت وزرای عضو کمیسیون سیاسی - دفاعی هیئت دولت در جلسه مورخ ۱۳۷۰٫۳٫۲۹ با
توجه به اختیار تفویضی هیئت وزیران (موضوع تصویب‌نامه شماره. ۹۳۸۰۸ت۹۰۷ مورخ
۱۳۶۸٫۱۰٫۲۴)، بنا به پیشنهاد شماره ۱۷۹۴۳٫۱٫۴٫۴۲ مورخ ۱۳۶۹٫۱۲٫۲۸ وزارت کشور و به
استناد ماده (۱۳) قانون تعاریف وضوابط تقسیمات کشوری مصوب ۱۳۶۲ تصویب نمودند:
در محدوده بخش فعلی "‌بندپی" از توابع شهرستان بابل استان مازندران یک دهستان و
یک بخش به شرح زیر ایجاد و تأسیس گردد:
۱ - دهستان شهیدآباد به مرکزیت روستای شهیدآباد مشتمل بر روستا، مزارع و مکانهای
زیر:
۱ - شهید آباد، ۲ - بزرودپی، ۳ - پطرودپی، ۴ - شانه تراش، ۵ - صلحه ارکلاه، ۶ -
شوبکلاه، ۷ - معلم کلاه، ۸ - مؤمن‌آباد، ۹ - کهر کنار کشتلی مطابق نقشه‌و کروکی"
ضمیمه که ممهور به مهر دفتر هیئت وزیران است.
۲ - بخش بندپی شرقی به مرکزیت روستای گلوگاه از ترکیب دهستانهای سجاد رود و
فیروزجاه.
ضمناً باقیمانده بخش بندپی که مرکز آن روستای خوشرودپی می‌باشد با ترکیب دهستانهای
خوشرود و شهیدآباد به نام بخش بندپی غربی نامیده شود.
این تصویب‌نامه در تاریخ ۱۳۷۰٫۴٫۱۲ به تأیید مقام محترم ریاست جمهوری رسیده است.
حسن حبیبی - معاون اول رئیس جمهور

## زبان
زبان اصلی مردم بندپی زبان شیرین طبری و گویش خاص البرز مرکزی می‌باشد.

## روستاهای بندپی غربی
روستاهای بندپی غربی دهستان خوشرود
کاردیکلا، کامی‌کلا، خرابه خوش‌رودپی، گاودشت، افراسیاب‌کلا، لمسوکلا غربی، مقری‌کلا، میان‌بورا، پازمین، پاری‌کلا، سفیدتور بالا، سنگ‌رودپی، کاردگرکلا، مسک، ازارکل، اومال استاداحمد، اومال شکراله، سفیدتور پایین، پنبه‌جار، زرتلک، سوت‌سی آقالر، سوت‌سی گل‌چوب، کشیرمحله، مجی‌کتی، ازارسی، ازارسی حاتم، انجیلک، بالابورا، برگ‌نو، پلنگ‌دره، چاق‌فیروزجایی، شهنه‌پشته حاجی‌مهدی، فریدون‌کلا، پولادسی، کیس، موزی‌کتی، ولیک‌تخت، گته‌نو، کرات‌سی، بالاولیک، دیزنو، انجیل‌سی، دولت‌رودبار، دیواملکشاه، نارنج‌لو، میان‌دره، دیواعمران، تلیکا، پینک، تیرنگ‌سی، سوت‌سی شیاده، شیاده بالا، فیل‌بند، تشبیشه، شیاده سادات‌محله، کاشمسی
دهستان شهید آباد
فکچال، شوب‌کلا، معلم‌کلا، کلاگرمحله، یزدان‌آباد، قنبرزاده، پطرودپی، صلح‌دارکلا، کهرکنار کشتلی، فیروزآباد، شهیدآباد

## اقتصاد
اقتصاد اصلی مردم بندپی بر پایهٔ کشاورزی، دامپروری، باغ مرکبات و سیاه ریشه‌ها، پرورش ماکیان و طیور، زنبور داری، نوغان، و بخشی نیز شغل‌های دولتی و کارمندی می‌باشد.
وجود شهرک‌های صنعتی کاردیکلا، رجه، کشتارگاه صنعتی و… نیز موجب اشتغال بسیاری از مردم منطقه بندپی غربی و شرقی، شهرستان‌ها و شهرهای اطراف گردیده است که یکی از این شرکت‌ها نیز شرکت ایران‌خودرو مازندران می‌باشد که انتظار می‌رود تعداد بیشتری از جوانان این منطقه را در مجموعه بزرگ خزر خودرو بکارگیری نمایند.

## مشاهیر و نامداران
بندپی غربی همچون تمامی مناطق کشور از ابتدای تاریخ تا عصر حاضر افتخاراتی را برای خود کسب کرده است که می‌توان به نکات زیر توجه نمود:
۱۴۶شهید والا مقام منطقه که در زمان جنگ تحمیلی به شهادت رسیده‌اند، شهید مدافع حرم منطقه، جانبازان و آزادگانی که در دفاع از کیان این سرزمین از جان و سلامتی خویش گذشتند.
سرداران نام آوران و نامداران زیادی که در عرصه‌های مختلف در حال خدمت به نظام مقدس جمهوری اسلامی می‌باشند.
افتخار آفرینان عرصه‌های علمی، ورزشی و…
عالمان و فرهیختگانی که عمر خویش را در جهت اعتلای این مرز و بوم بکار گرفته‌اند.